# 增镜
《増鏡》 是日本的一部编年体歷史物語，共三卷，作者不详。记录从寿永2年（1183年）后鸟羽天皇即位到元弘3年（1333年）后醍醐天皇回到京都为止，共151年的历史。写作风格模仿《源氏物语》。